# Chichester/Goodwood Airport
Chichester/Goodwood Airport är en flygplats i Storbritannien.   Den ligger i grevskapet West Sussex och riksdelen England, i den södra delen av landet, 80 km sydväst om huvudstaden London. Chichester/Goodwood Airport ligger 30 meter över havet.
Terrängen runt Chichester/Goodwood Airport är lite kuperad, och sluttar söderut. Runt Chichester/Goodwood Airport är det ganska tätbefolkat, med 134 invånare per kvadratkilometer. Närmaste större samhälle är Chichester, 2,9 km sydväst om Chichester/Goodwood Airport. Trakten runt Chichester/Goodwood Airport består till största delen av jordbruksmark.